# Crush II (cómic)
Crush II o simplemente Crush es una superheroína ficticia de DC Comics creada por Adam Glass y Robson Rocha. Actualmente es miembro de Los Jóvenes Titanes.

## Historia

### Primeros años
Crush es la hija medio Czarniana de una mujer desconocida, y el cazarrecompensas intergaláctico conocido como Lobo , que es uno de los pocos sobrevivientes del planeta destruido Czarnia . Crush creció como hija adoptiva de dos hippies que la encontraron cuando era un bebé y cuando llegó a la adolescencia investigó el asesinato de David y Lisa Rojas (sus padres adoptivos), pero sin éxito. Más tarde Robin la reclutó para su nuevo equipo de jóvenes titanes. Después de prometer ayudar a Crush con su investigación, accedió a unirse a los Teen Titans junto a otros héroes: Kid Flash , Roundhouse , Djinn y Red Arrow .

### Hermano Sangre
En una de sus primeras misiones con los Teen Titans, el equipo intentó interceptar un  ritual de iniciación realizado por el villano Hermano Sangre. El equipo irrumpió en su escondite y procedió a abrirse paso a través de sus defensas. Durante el ataque, Crush eliminó a varios matones lanzándoles a Roundhouse, un compañero de equipo, como una bola de bolos. Crush y Djinn siguieron a Sangre a un sistema de túneles donde los Titans lo acorralaron y lo derrotaron. El grupo abandonó el escondite con Hermano Sangre y todos sus hombres y procedió a volar su guarida para acabar con la secta. 

### Gizmo
En su siguiente misión Crush y el equipo realizaron una redada en un almacén propiedad del villano tecnológico Gizmo, que utilizaba una juguetería como tapadera para vender armas ilegales a delincuentes. El equipo pudo lidiar con Gizmo con relativa facilidad, sin embargo, al noquear a Gizmo pronto se dieron cuenta de que tenía un dispositivo nuclear conectado a él, y que si alguien intentaba quitarlo o desactivarlo, la bomba explotaría. Actuando rápidamente, Crush , Djinn y Roundhouse evacuaron a los clientes de la juguetería. Djinn pudo quitarle la bomba de Gizmo, pero el tiempo no era suficiente para que Kid Flash alejase la bomba de una zona poblada, Roundhouse cogió la bomba y le pidió a Crush que le lanzase al espacio donde no habría heridos. Al llevar a cabo el plan salvaron la ciudad pero Roundhouse “murió”.